# Ophir (Alaska)
Ophir ist eine Geisterstadt in der Yukon-Koyukuk Census Area im US-Bundesstaat Alaska.

## Geographie
Ophir liegt im Gebiet der Kuskokwim Mountains, am Ufer des Innoko Rivers. Die Entfernung zu der östlich gelegenen City McGrath beträgt 50, zum nordöstlichen Anchorage 400 und zum südöstlichen Fairbanks 480 Kilometer. Ophir liegt auf dem Iditarod National Historic Trail.

## Geschichte

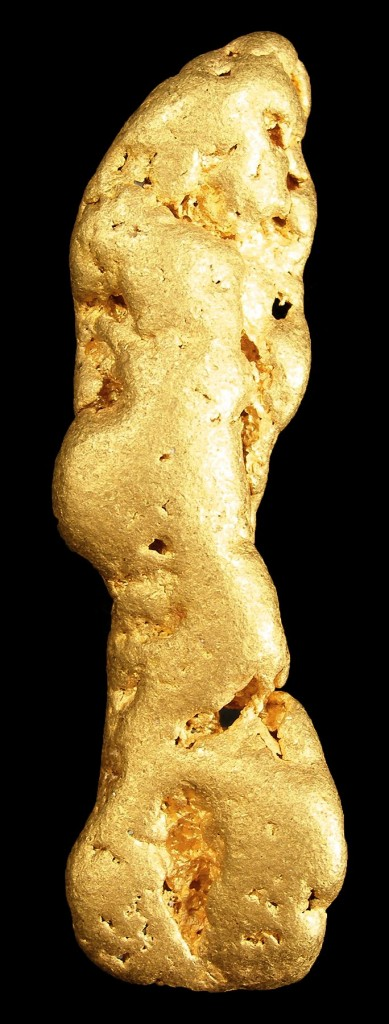
Goldnugget von den Kuskokwim Mountains

Gold wurde zuerst in der Gegend um Ophir in den späten 1800er Jahren entdeckt. Auf dem Höhepunkt in den Jahren 1907 bis 1908 lebten in dem Ort bis zu 1000 Personen mit einer großen Anzahl an Hunden. In Goldgräberstädten waren Hunde von unschätzbarem Wert, um Ausrüstungen und Lebensmittel zu den Unterkünften und zu den Minen zu transportieren. Von den Minenarbeitern wurde der Ort nach Ophir benannt, das im Alten Testament der Bibel erwähnt wird. Angeblich erhielt der reiche König Salomo Lieferungen aus Gold aus dem berühmten reichen Goldland des biblischen Ophir. Als der Goldvorrat nicht mehr wirtschaftlich zu gewinnen war, verließen die Minenarbeiter den Ort wieder. Heute gibt es dort keine ständigen Einwohner mehr und nur ein paar leere Gebäude, ein Goldbagger und eine baufällige Flughafenlandebahn sind noch vorhanden, um den Standort der einst lebhaften Bergbaustadt zu markieren. In einigen Bergbaubetrieben in der Gegend wird jedoch zeitweise wieder gearbeitet und auch noch Edelmetall gefunden.
Ophir ist heute noch ein Kontrollpunkt (Checkpoint) im Rahmen des Iditarod, des weltweit längsten Hundeschlittenrennens.